# Acanthoderes parvimacula
Acanthoderes parvimacula là một loài bọ cánh cứng trong họ Cerambycidae.